# María Susana Brocca

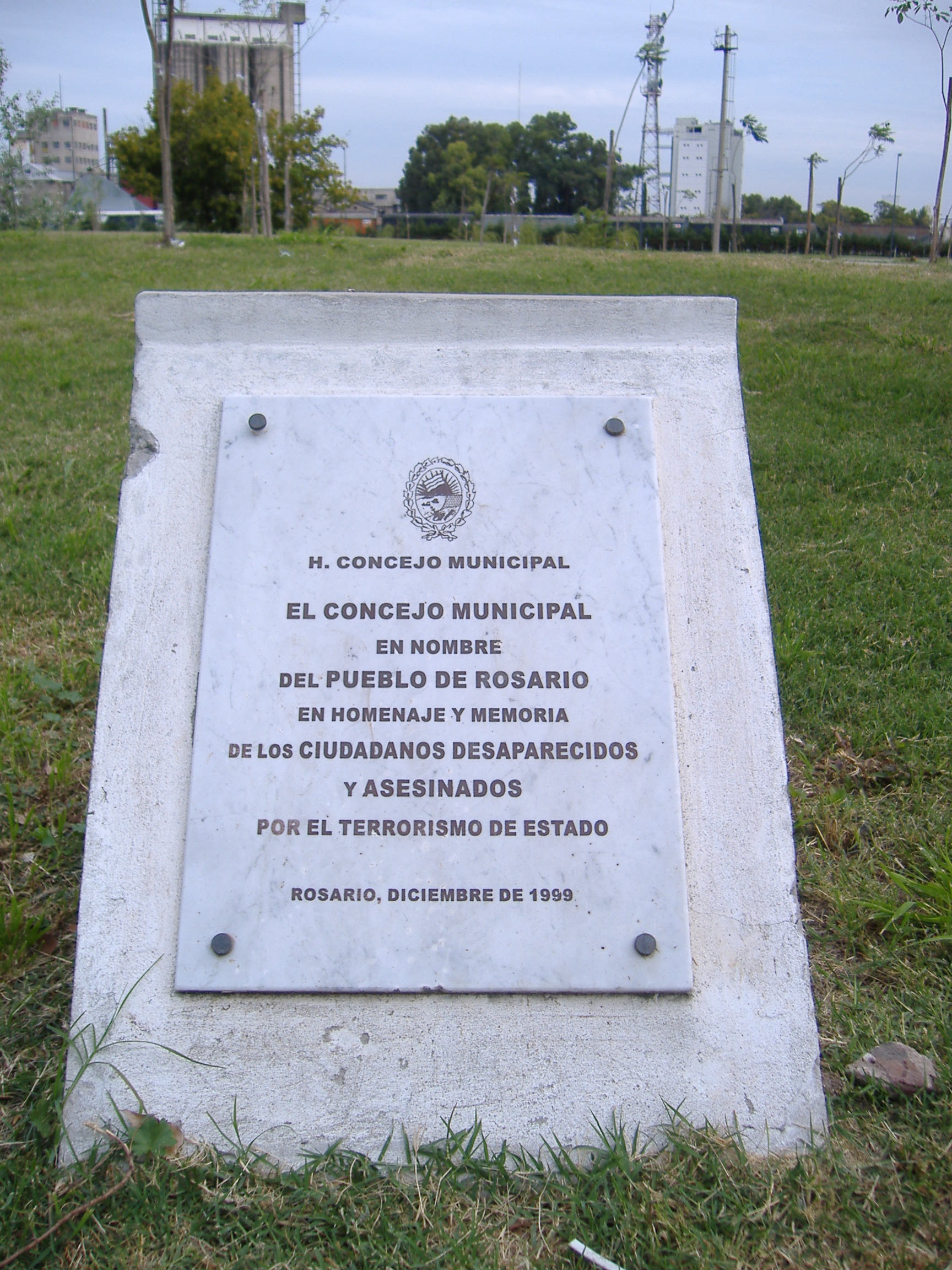
Recordatorio desaparecidos, Rosario

María Susana Brocca Persichetti de Zunino (Rosario, provincia de Santa Fe, 18 de septiembre de 1957-ibidem, 25 de julio de 1977) fue una maestra y militante de Montoneros, víctima de la última dictadura cívico militar de Argentina

## Breve reseña
Cursó sus estudios en la ciudad de Rosario y obtuvo el título de maestra de grado. Durante su adolescencia perteneció a la Unión de Estudiantes Secundarios (UES). Comenzó sus estudios universitarios en la Facultad de Ciencias Políticas de la Universidad Nacional de Rosario y se incorporó a las agrupaciones Juventud Universitaria Peronista (JUP) y Montoneros. Siendo muy joven contrajo matrimonio con Enzo Rafael Domingo Zunino.

## Secuestro y desaparición
El a principios de julio de 1977 fue secuestrada en la ciudad de Rosario. Según testimonios de ex detenidos, fue vista en el Servicio de Informaciones. Fue asesinada el 25 de julio de 1977, en la localidad de Alvear, en el marco de un enfrentamiento fraguado. Al momento de su muerte, tenía 19 años de edad y cursaba el cuarto mes de embarazo.

## Testimonio
Según el testimonio de un sobreviviente aportado ante la justicia federal en 2011, en el centro clandestino de detención del Servicio de Informaciones de la Jefatura de Policía de Rosario estuvieron las víctimas de la masacre de Los Surgentes, Eduardo Bracacchini, María Susana Brocca y su esposo. Muchas de las víctimas fueron ejecutadas en supuestos enfrentamientos o continúan desaparecidas.

## "Ausencias presentes"
En el libro de ese título de Susana Crosetto, María Depetris y Mirta Gallegos, editado en 2015, donde se recupera la historia de numerosos militantes ligados a la historia de San Francisco y la región, víctimas de la última dictadura cívico militar de Argentina, entre ellas María Susana.

## Documental
En septiembre de 1976 Amsafe Rosario presentó un documental sobre trabajadores de la educación desaparecidos que incluye además de María Susana, a Raúl Héctor García, Miguel Ángel Urusa Nicolau, Osvaldo Seggiaro, Nora Elma Larrosa, Ana María Gutiérrez, Graciela Elina Teresa Lotufo, Luis Eduardo Lescano Jobet, y Elvira Estela Márquez Dreyer.